# Tourisme en Vaucluse

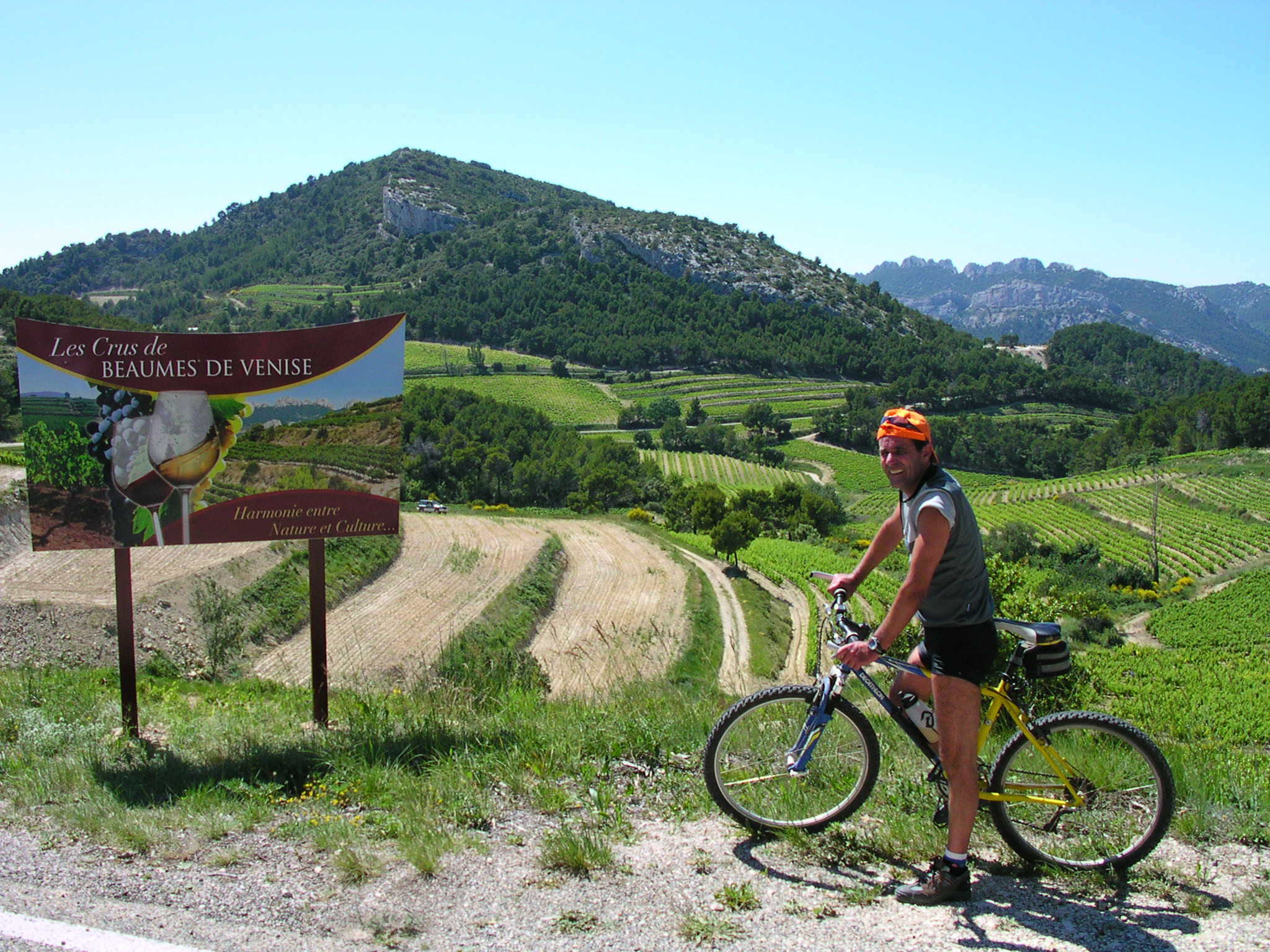
Œnotourisme à Beaumes-de-Venise dans les dentelles de Montmirail

Le département de Vaucluse accueille quelque 3 500 000 touristes chaque année (chiffres de 2003).
Selon le site officiel, le tourisme génère un chiffre d'affaires annuel de plus de 610 millions d'euros.
L'hôtellerie enregistre une très forte saisonnalité de l'activité touristique : 64 % des 20 millions de nuitées par an sont enregistrées en été, 21 % au printemps et seulement 8 % en hiver et 7 % en automne.
C'est une destination de vacances (68 % des nuitées) avec une durée moyenne de séjour de 5,8 jours. Viennent ensuite les raisons familiales (30 %). Le tourisme d'affaire (3 %) à l'inverse des vacances est plus important à l'automne et surtout en hiver (20 % des nuitées). Tous types de destinations confondus, la durée moyenne des séjours se rapproche de 4,6 jours.

## Les origines
Les Français sont majoritaires et en progression (83 % des nuitées en 2003 contre 69 % en 1997) mais le tourisme international progresse.
Les Français viennent principalement d'Île-de-France (28 %), de PACA (13,2 %), de l'Ouest (11,3 %) et de Rhône-Alpes (11 %).
Les touristes étrangers (17 %) viennent à 4,9 % de Belgique, 2,7 % d'Italie, 2,2 % des Pays-Bas, 2 % d'Allemagne, 1,4 % de Grande-Bretagne et 1 % de Suisse.

## Dépenses
La dépense moyenne est de 43,8 € par jour soit 568,3 € au total du séjour.
Les Français dépensent en moyenne 35,7 € (pour un total de 514,9 €) et les touristes étrangers 78,3 € (pour un total de 798,5 €). Les surcoûts principaux sont liés au logement (25,3 au lieu de 7,0 €), à la nourriture (23,4 au lieu de 10,9 €), aux achats (9,5 au lieu de 5,2 €) et au transport (13,5 au lieu de 6,5 €).

## Destinations
Les principales destinations sont :
- le Luberon avec 27,5 % des nuitées
- Avignon avec 26 % des nuitées
- Mont Ventoux avec 15,4 % des nuitées

Le reste se répartit plus ou moins sur tout le Vaucluse.

## L'hébergement

### Les résidences secondaires
Selon le recensement général de la population du 1er janvier 2008, 7.2 % des logements disponibles dans le département étaient des résidences secondaires.
Ce tableau indique les principales communes du Vaucluse dont les résidences secondaires et occasionnelles dépassent 10 % des logements totaux.
| Commune                   | Population SDC | Nombre de logements | Résidences secondaires | % résidences secondaires |
| ------------------------- | -------------- | ------------------- | ---------------------- | ------------------------ |
| Viens                     | 576            | 579                 | 254                    | 43,95%                   |
| Bonnieux                  | 1 416          | 1 252               | 512                    | 40,91%                   |
| Gordes                    | 2 134          | 1 805               | 729                    | 40,39%                   |
| Saint-Martin-de-Castillon | 734            | 563                 | 218                    | 38,73%                   |
| Sault                     | 1 330          | 978                 | 369                    | 37,75%                   |
| Lourmarin                 | 997            | 853                 | 318                    | 37,28%                   |
| Ménerbes                  | 1 153          | 812                 | 286                    | 35,21%                   |
| Roussillon                | 1 291          | 950                 | 322                    | 33,85%                   |
| Saint-Saturnin-lès-Apt    | 2 637          | 1 889               | 611                    | 32,36%                   |
| Bédoin                    | 3 076          | 2 224               | 716                    | 32,18%                   |
| Saignon                   | 1 031          | 691                 | 206                    | 29,85%                   |
| Goult                     | 1 176          | 802                 | 225                    | 28,03%                   |
| Malaucène                 | 2 652          | 1 655               | 350                    | 21,16%                   |
| Mormoiron                 | 1 849          | 1 108               | 222                    | 20,04%                   |
| Cucuron                   | 1 829          | 1 039               | 208                    | 19,99%                   |
| Lauris                    | 3 420          | 1 810               | 268                    | 14,82%                   |
| Vaison-la-Romaine         | 6 201          | 3 787               | 504                    | 13,30%                   |

Sources :
- Source INSEE,chiffres au 01/01/2008.

### Les établissements commerciaux

#### Les hôtels
| Classement       | Nombre d'établissements |                  |                  |                  |                  |                  |
| Hôtels (en 2012) | Hôtels (en 2012)        | Hôtels (en 2012) | Hôtels (en 2012) | Hôtels (en 2012) | Hôtels (en 2012) | Hôtels (en 2012) |
| ---------------- | ----------------------- | ---------------- | ---------------- | ---------------- | ---------------- | ---------------- |
| 0 étoiles        | 24 (1 027 chambres)     |                  |                  |                  |                  |                  |
| 1 étoile         | 10 (132 chambres)       |                  |                  |                  |                  |                  |
| 2 étoiles        | 104 (2 739 chambres)    |                  |                  |                  |                  |                  |
| 3 étoiles        | 58 (2 133 chambres)     |                  |                  |                  |                  |                  |
| 4 étoiles et +   | 18 (672 chambres)       |                  |                  |                  |                  |                  |
| Sources : INSEE  |                         |                  |                  |                  |                  |                  |

#### L'hébergement de plein air
L'hébergement en plein air est assuré dans la plupart des communes soit par des campings municipaux soit par des campings privés.
| Classement         | Nombre d'établissements |                    |                    |                    |                    |                    |
| Campings (en 2012) | Campings (en 2012)      | Campings (en 2012) | Campings (en 2012) | Campings (en 2012) | Campings (en 2012) | Campings (en 2012) |
| ------------------ | ----------------------- | ------------------ | ------------------ | ------------------ | ------------------ | ------------------ |
| 1 étoile           | 7 (367 emplacements)    |                    |                    |                    |                    |                    |
| 2 étoiles          | 42(3 224 emplacements)  |                    |                    |                    |                    |                    |
| 3 étoiles          | 20 (2 604 emplacements) |                    |                    |                    |                    |                    |
| 4 étoiles          | 20 (2 149 emplacements) |                    |                    |                    |                    |                    |
| Sources : INSEE    |                         |                    |                    |                    |                    |                    |

Quatre terrains
Bédoin, dont un naturiste.
Trois terrains
Apt, Avignon, Bollène et Entrechaux.
Deux terrains
Cucuron, Le Thor, Malemort-du-Comtat, Saint-Romain-en-Viennois, Vaison-la-Romaine et Villes-sur-Auzon.
Un terrain
Aubignan, Beaumes-de-Venise, Beaumont-du-Ventoux, Blauvac, Bonnieux, Cabrières-d'Aigues, Cadenet, Caromb, Carpentras, Castellet, Cavaillon, Châteauneuf-de-Gadagne, Cheval-Blanc, Le Crestet, Faucon, Flassan, Fontaine-de-Vaucluse, Gordes, Grillon, Jonquières, Lagnes, Le Pontet, L'Isle-sur-la-Sorgue, Lourmarin, Maubec, Mazan, Mondragon, Monteux, Mormoiron, Mornas, Murs, Pernes-les-Fontaines, Pertuis, Rustrel, Sablet, Saint-Christol, Saint-Marcellin-les-Vaison, Saint-Saturnin-les-Apt, Sannes, Sarrians, Sault, Sorgues, Vacqueyras, Valréas, Vedène, Villars, Villelaure et Visan.

#### Les gîtes ruraux et chambres d'hôtes
Les communes suivantes proposent toutes chez l'habitant des gîtes ruraux et des chambres d'hôtes :
| Aubignan Apt Ansouis Althen Avignon |

Althen-des-Paluds, Ansouis, Apt, Aubignan, Avignon

## La restauration

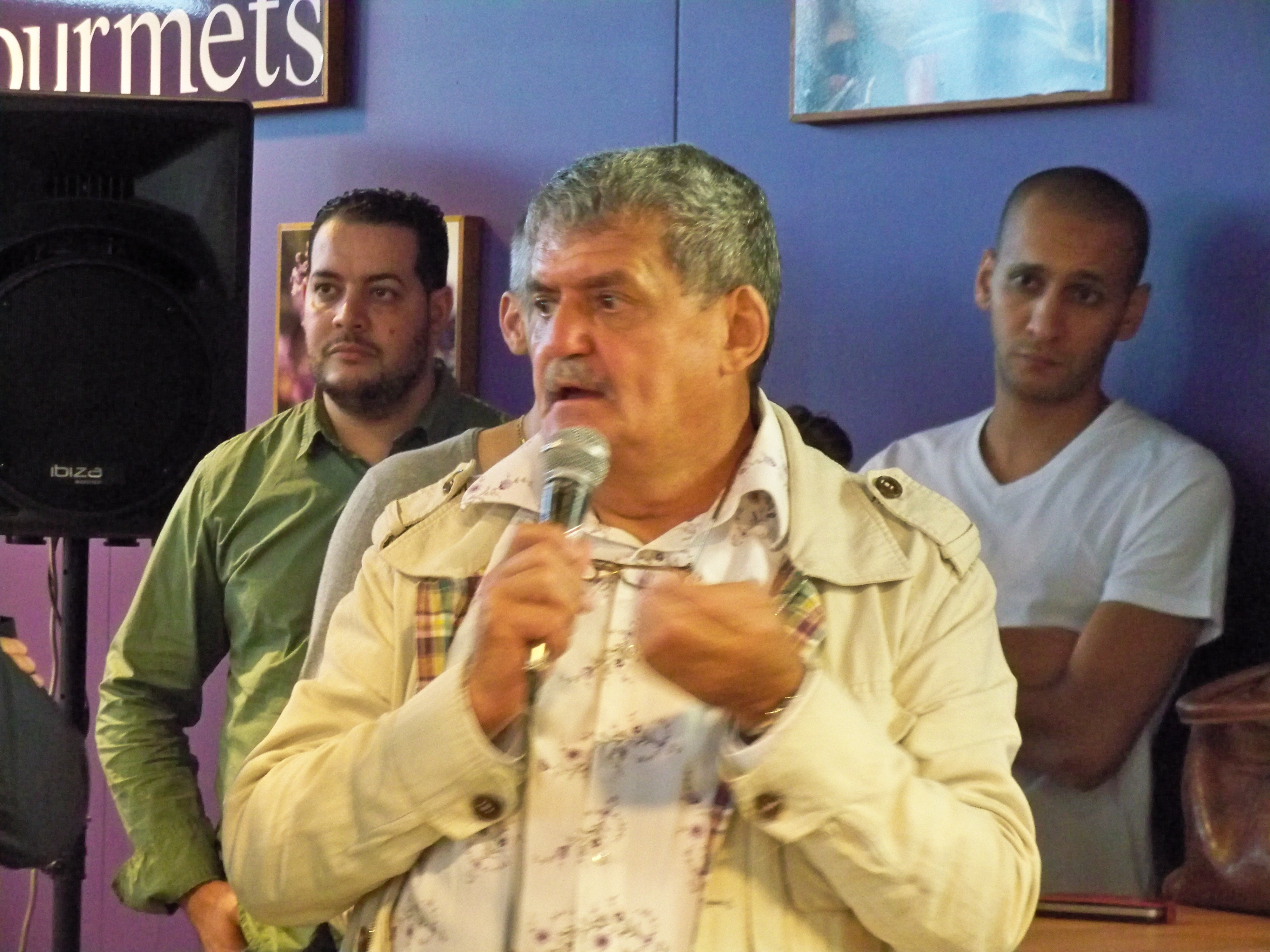
Christian Étienne, le pape des restaurateurs de Vaucluse

Le département est riche en restaurants gastronomiques ou de grande qualité. Tous travaillent sur des produits frais et de saison : fruits, légumes, agneau, plantes aromatiques, etc. Les plus grands chefs sont à la tête des restaurants d'Avignon, du Luberon et du Ventoux et ils ont fait du département de Vaucluse l'un des plus gastronomiques de France. « Ce ne sont pas moins de 15 étoiles qui brillent désormais dans le Vaucluse, ce qui en fait le département le plus étoilé de France (nombre d’étoiles par rapport au nombre d’habitants). Cinq nouveaux Bib Gourmands ont été attribués à des établissements qui proposent une cuisine savoureuse avec un excellent rapport qualité-prix. Le Vaucluse en comptait déjà 13. Ils sont désormais 17. ».
- Deux étoiles : “La Bastide de Capelongue”, à Bonnieux.
- Une étoile : “La Closerie”, à Ansouis, “Le Diapason”, à Avignon, “La Vieille fontaine”, à Avignon,

“Christian Étienne”, à Avignon, “Le Saule pleureur”, à Monteux, ”Prévôt”, à Cavaillon, “Domaine de la Coquillade”, à Gargas, “Le Vivier”, à L’Isle-sur-la-Sorgue, “Hostellerie le Phébus”, à Joucas, “Auberge la Fenière”, à Lourmarin, “Le Grand pré”, à Roaix, “La Petite maison”, à Cucuron, “Les Bories”, à Gordes, “Le Bistrot”, à Lagarde-d'Apt et “Le Pré du moulin”, à Sérignan-du-Comtat.
Pour finir en beauté l'année 2013, France 5 avait programmé une émission présentée par Jean-Luc Petitrenaud. Elle a eu pour cadre le palais des papes d'Avignon et s'intitulait Le Festin des papes. Sous la coordination de Christian Étienne, qui gérait une cohorte de chefs étoilés du département, et avec la présence gourmande de Pierre Arditi, l'émission a fait revivre les fastes des banquets pontificaux. Les mets qui alliaient modernité et tradition séculaire se sont heureusement mêlés à l'histoire du Festival d’Avignon.

## Tourisme de loisir

### Tourisme culturel

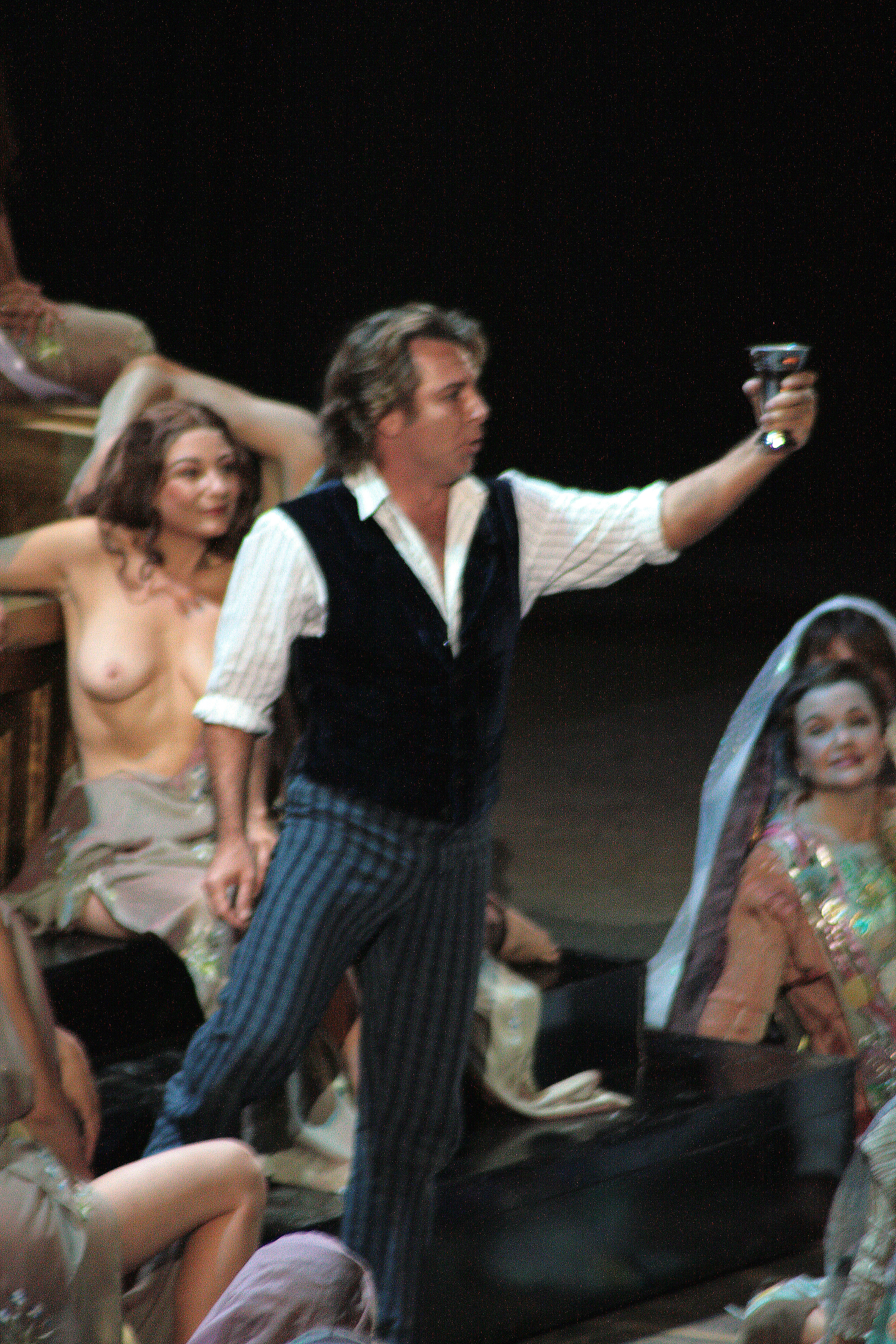
Roberto Alagna dans Faust aux Chorégies d'Orange 2008

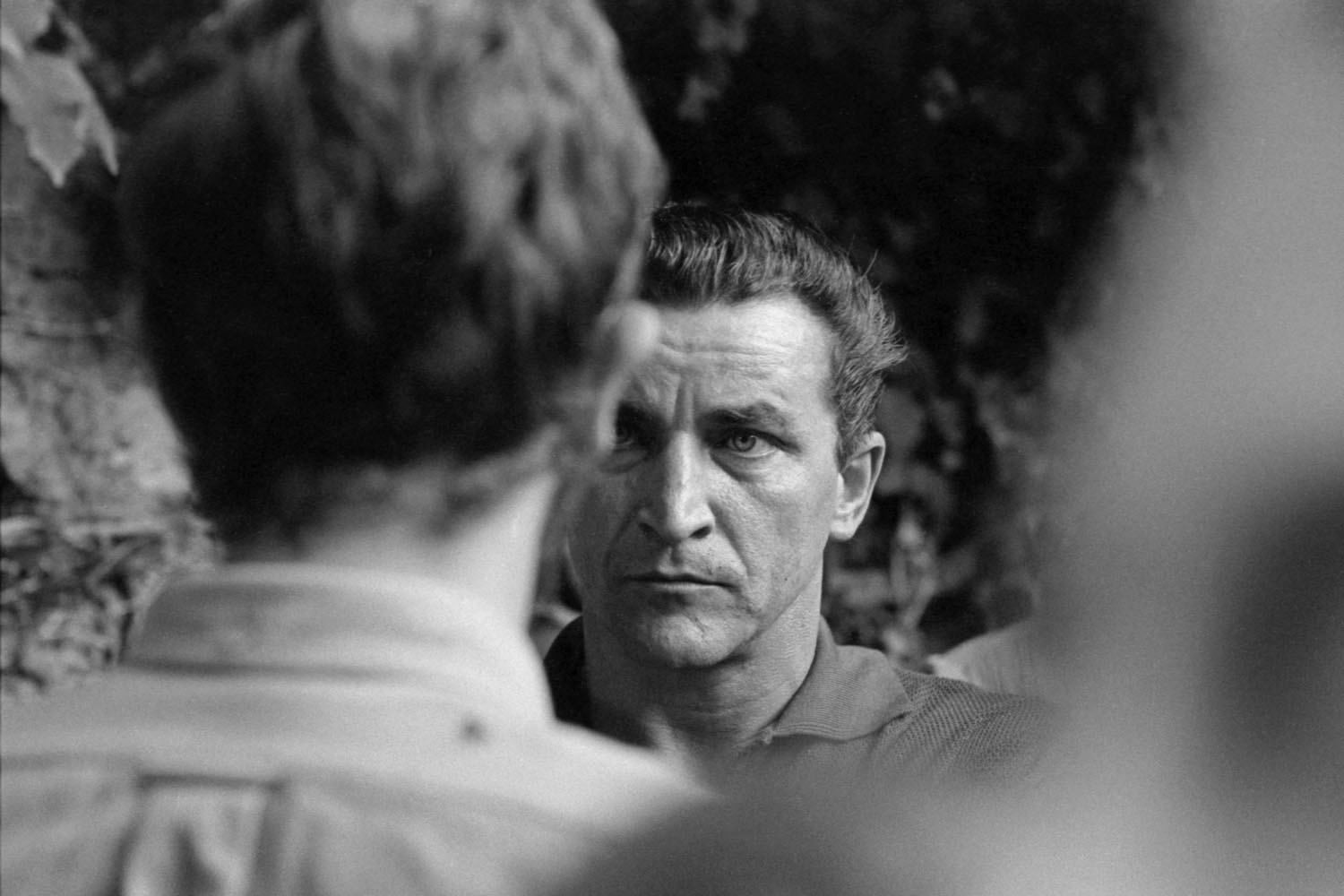
Maurice Béjart, lors du festival d'Avignon 1967

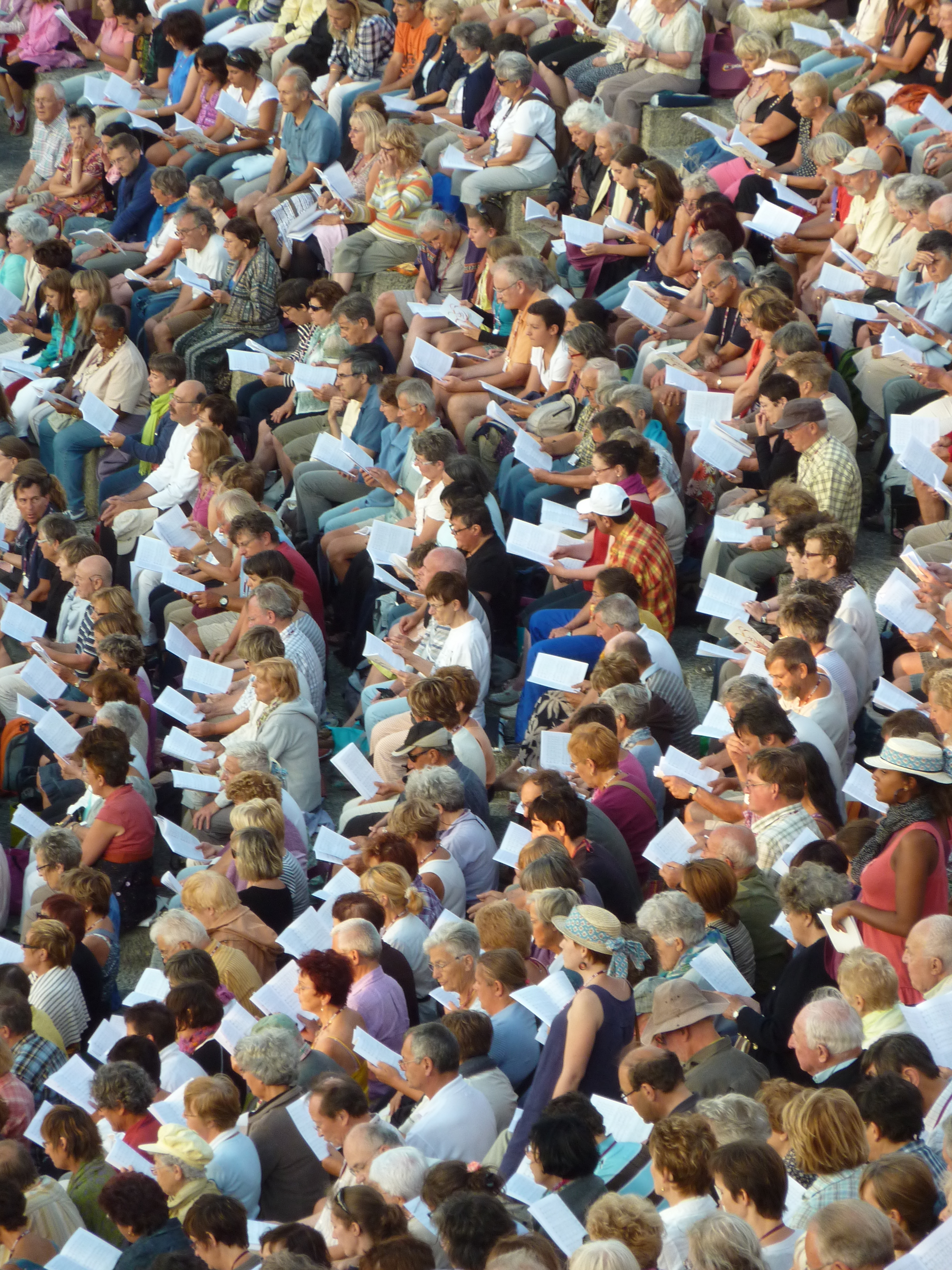
Choralies de Vaison-la-Romaine

Plusieurs festivités phares dans le département font l'objet d'un tourisme culturel. Le plus connu d'être eux est le Festival d'Avignon, en juillet de chaque année, avec plus de 30 salles de spectacles pour la partie officielle de la 66e du festival en 2012. Les Chorégies d'Orange, également en juillet, autre temps fort culturel du département, est également un lieu accueillant de nombreux touristes. Le Festival de cinéma en plein air de Visan, la première quinzaine d'août est un temps fort de l'Enclave des papes.
Les passionnés de lecture peuvent se rendre à la journée du livre de Sablet, qui se déroule le dernier week-end de juillet, depuis 1988. Elle est organisée par les compagnons des Barrys et rassemble plus d'une centaine d'écrivains venus de toute la France pour présenter leurs derniers ouvrages sur la place du village. Sablet aujourd'hui fait partie des salons qui comptent dans le milieu littéraire. À peu près toutes les plumes de renom sont venues le samedi et le dimanche goûter la chaleur de la place et se sont vus offrir une bouteille spéciale Cuvée du Livre, élaborée par les producteurs du vin sablet.
Les Choralies de Vaison-la-Romaine, créées en 1953, sont un festival de chant choral réunissant près de 5 000 chanteurs et musiciens, amateurs et professionnels, organisé tous les trois ans par l'association À Cœur Joie. Le festival dure neuf jours. Chaque soir, avant le concert au théâtre a lieu une séance de chant commun où les festivaliers chantent ensemble des pièces du répertoire commun d'À Cœur Joie,.
Depuis 1993, Gigondas vit au rythme de l'opéra, début août. Spécialisé dans l'opéra de poche de Mozart, le théâtre de verdure, après Don Giovanni, en 2010, La flûte enchantée, en 2012, a accueilli Cosi Fan Tutte, en 2013

### Tourisme et patrimoine
Le patrimoine vauclusien est important, et compte près de 500 monuments protégés au titre des monuments historiques, dont 155 à Avignon, ville classé au Patrimoine mondial de l'UNESCO.

### Tourisme et sites
En plus d'Avignon, plusieurs sites naturels attirent particulièrement les touristes : Le Mont Ventoux, le Massif du Luberon, Fontaine-de-Vaucluse et sa source « vauclusienne », L'Isle-sur-la-Sorgue, notamment réputé pour ses brocantes. Depuis 2015, un parc à thème aquatique est ouvert, à Monteux. Cette commune sera également le lieu d'un prochain parc à thème, lié à Spirou.

### Tourisme sportif
- cyclisme au Mont Ventoux, et cyclotourisme. En juillet, l'étape du mont Ventoux du Tour de France attire de nombreuses personnes sur le bord des routes vauclusiennes.
- sports nautiques, sur le Rhône et la Sorgue.
- randonnées, dans tout le département, et notamment aux dentelles de Montmirail.

### Tourisme œnologique et gastronomique

#### Marchés de Provence
Les marchés provençaux, très souvent marchés de tradition – certains remontent au Moyen Âge – se sont dans le Vaucluse particulièrement bien adaptés au tourisme tout en gardant leur cachet d'antan. Occupant place et ruelles, ils permettent aux locaux et aux touristes de découvrir et de se fournir en tomates, poivrons, salades, olives vertes et noires, oignons, aulx, abricots, pêches, figues, raisins, truffes, etc. À cette production fruitière et légumière s’ajoute une production de type artisanal grâce aux étals de tissus colorés, dont les nappes, les serviettes, les sets de table, ainsi que couvre-lits, coussins, boutis et tissu à l'aune. L’art de la table reste toujours présent avec des artisans locaux qui offrent de la faïence et de la poterie provençales sous forme d'assiettes, plats, saladiers, brocs, huilier, salière, poivrière, etc. Les principaux se tiennent à Apt, Avignon, Bollène, Carpentras, Cavaillon, Coustellet, L'Isle-sur-la-Sorgue, Malaucène, Orange, Pertuis, Sault, Vaison-la-Romaine, Valréas et Velleron.

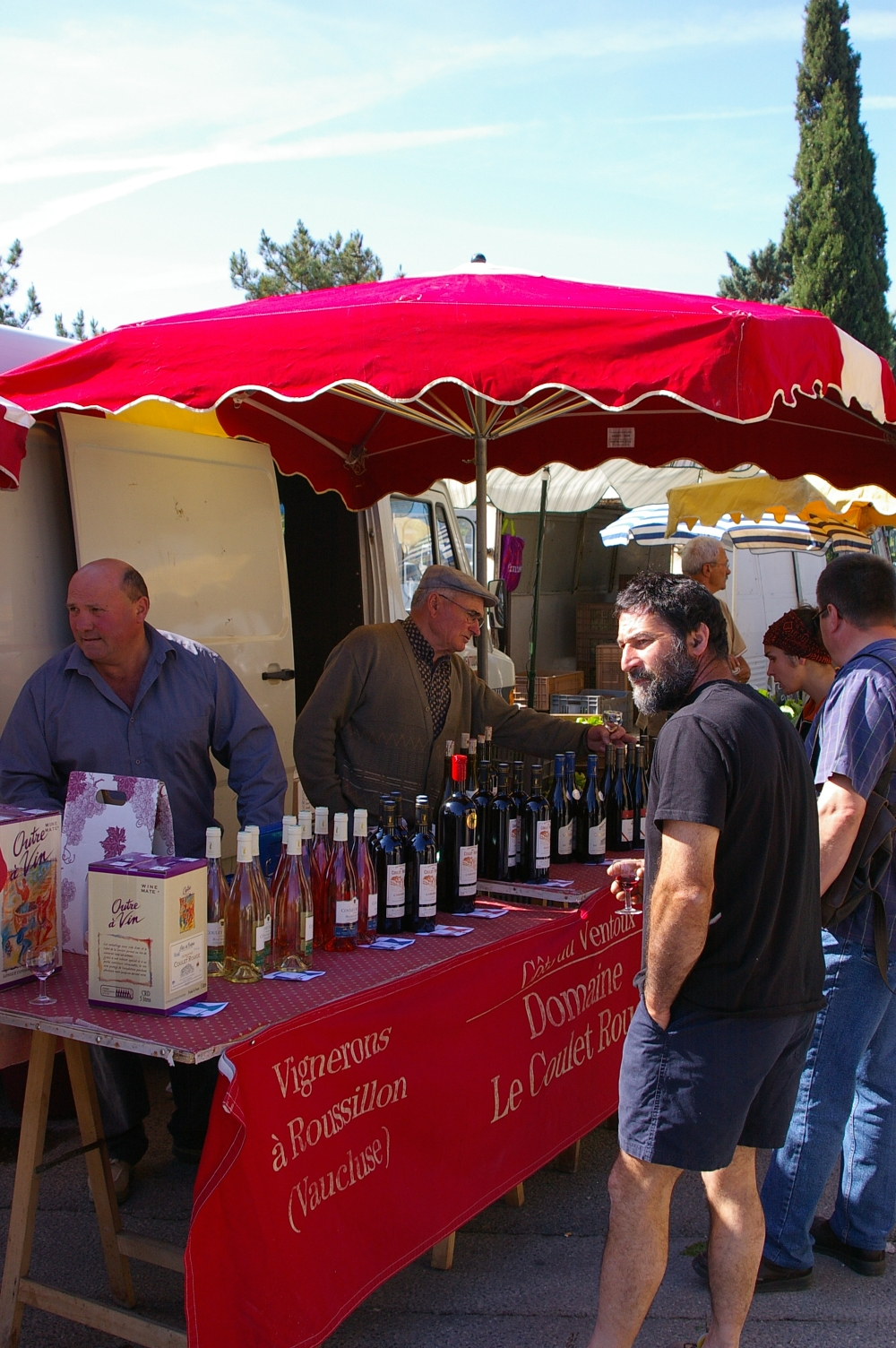
Stand de vin à Coustellet
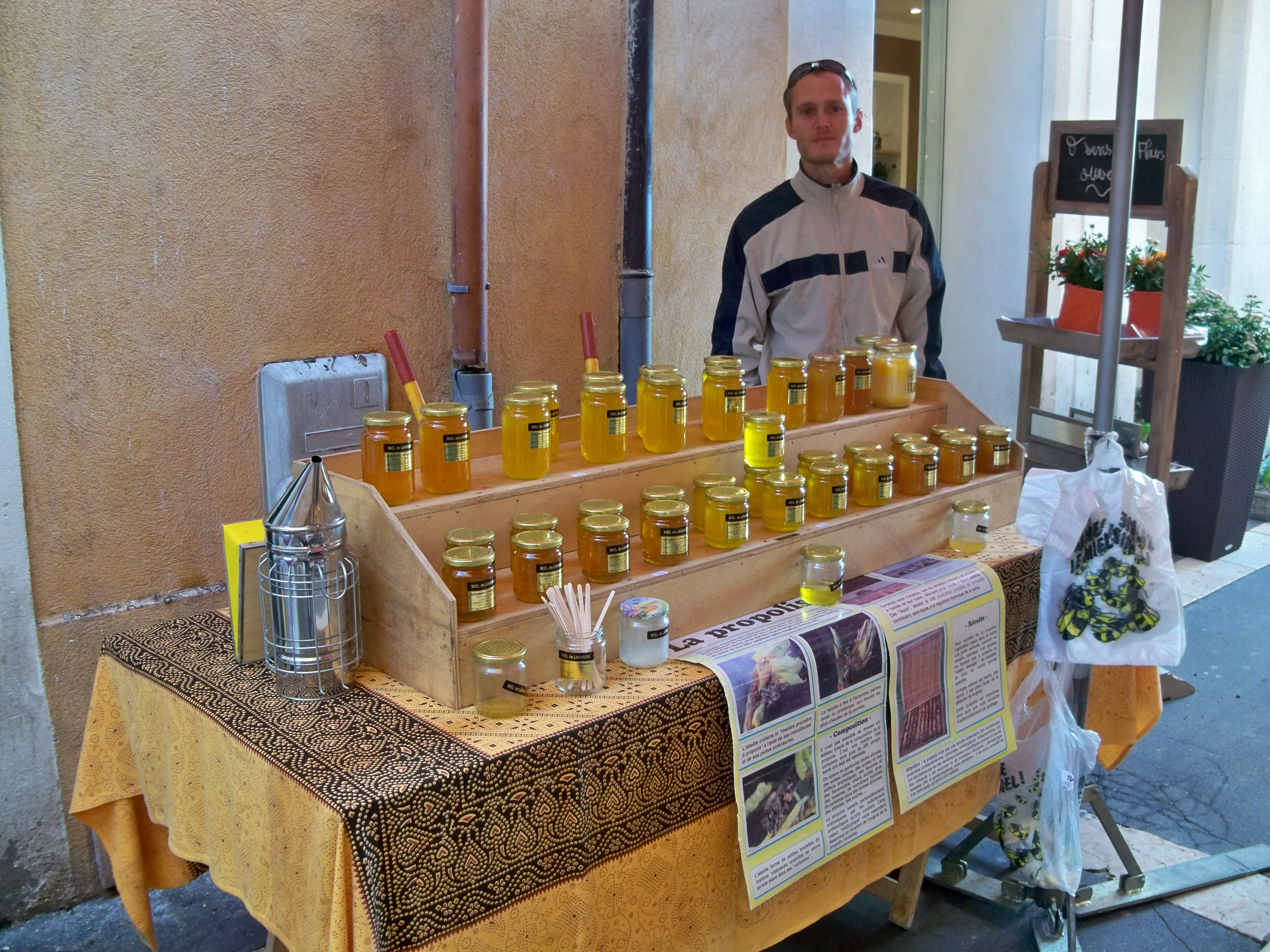
Stand de miel dans la rue Saint-Pierre à Apt
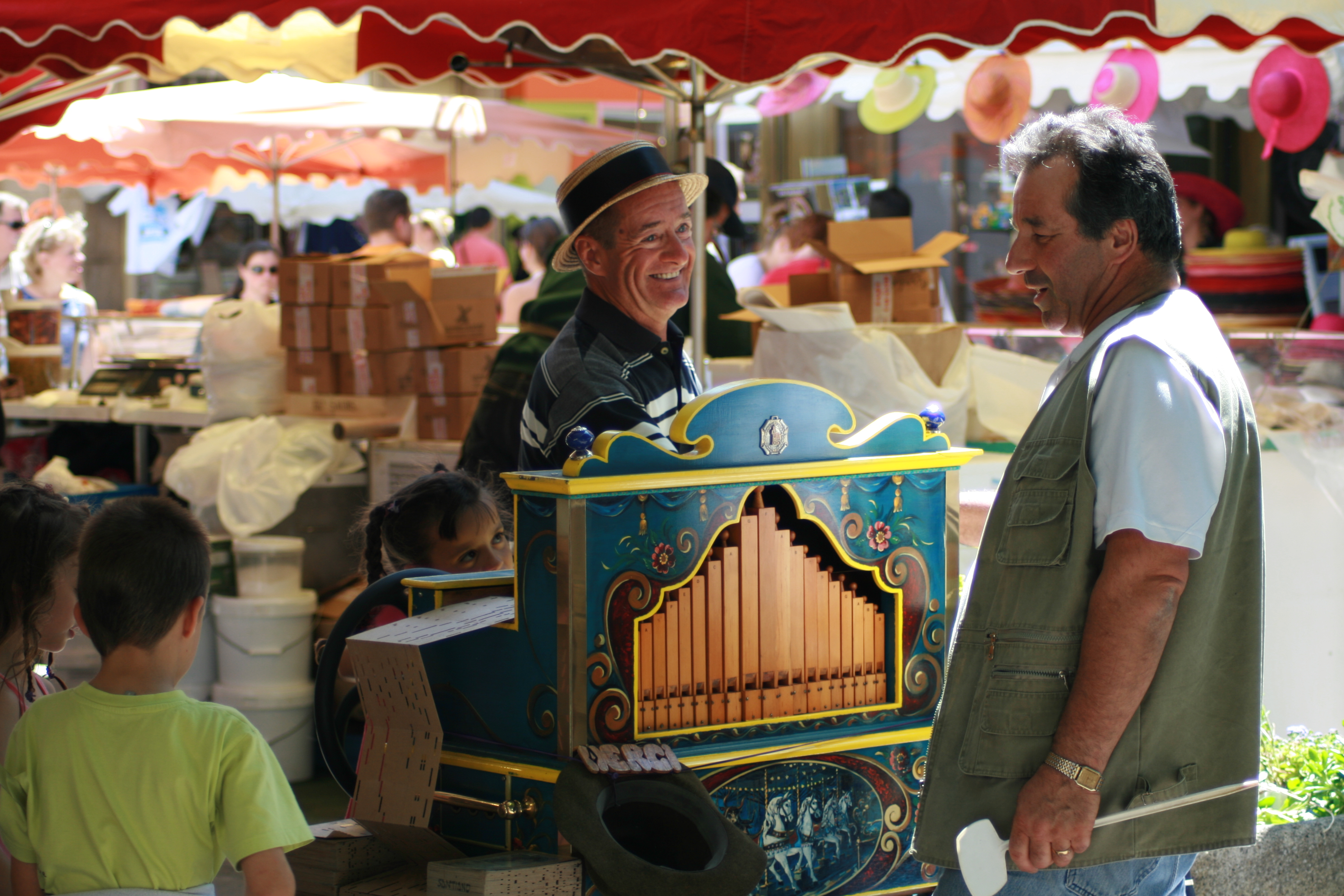
Orgue de Barbarie au marché d'Orange
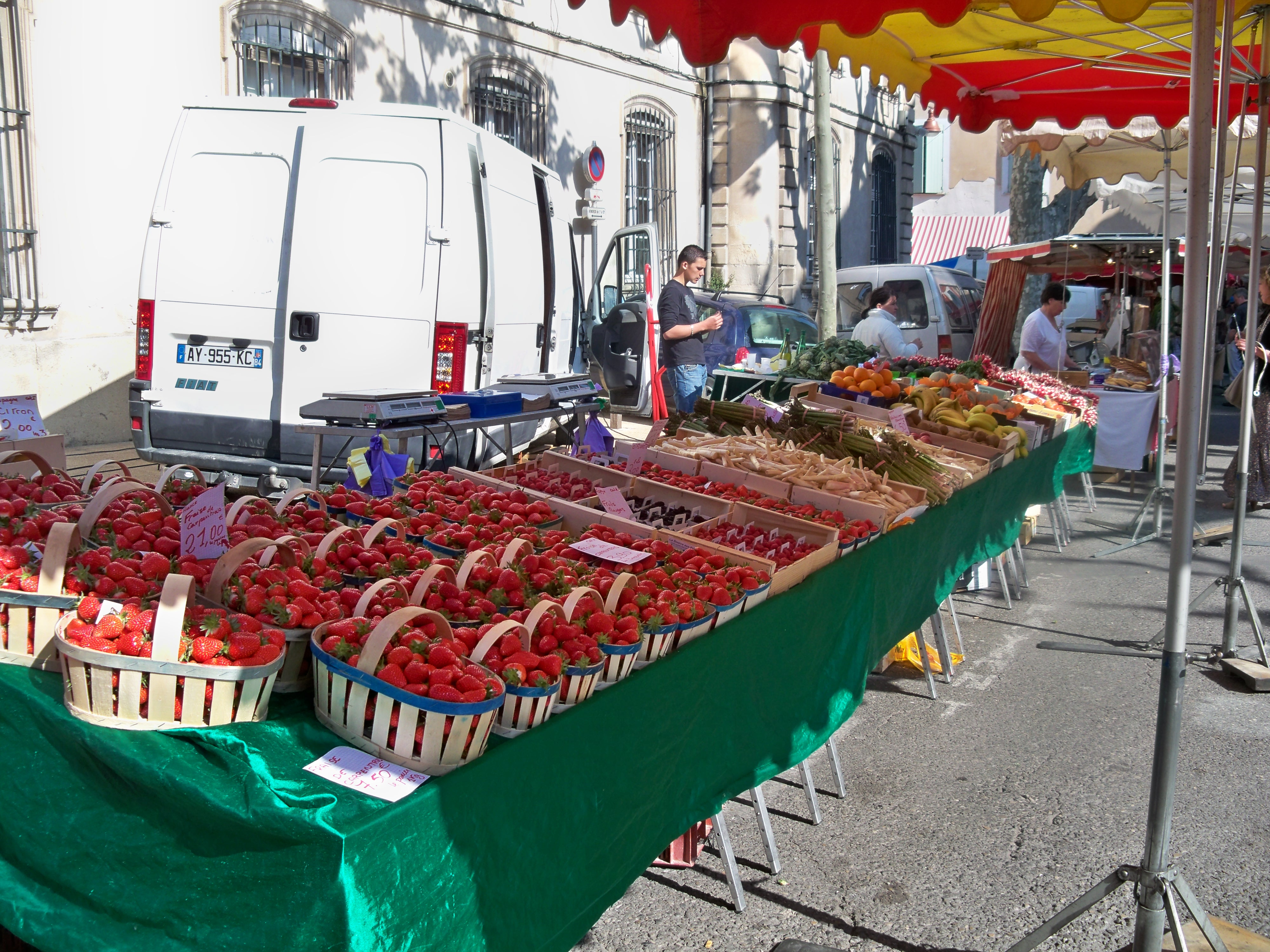
Fraises de Carpentras

Comme l'a analysé l'anthropologue Michèle de La Pradelle, en 1996, lors de son étude sur le marché de Carpentras, c'est un événement marquant de la vie de la ville ou du village qui se présente comme une célébration de l’identité locale, une cérémonie collective dont chacun est à la fois acteur et spectateur, un lieu de rencontre où tout le monde est traité sur un pied d'égalité et dont personne n'est exclu. Deux principes régissent ce type de marché, le prix des marchandises est secondaire et tout doit rappeler le divertissement.

#### Œnotourisme

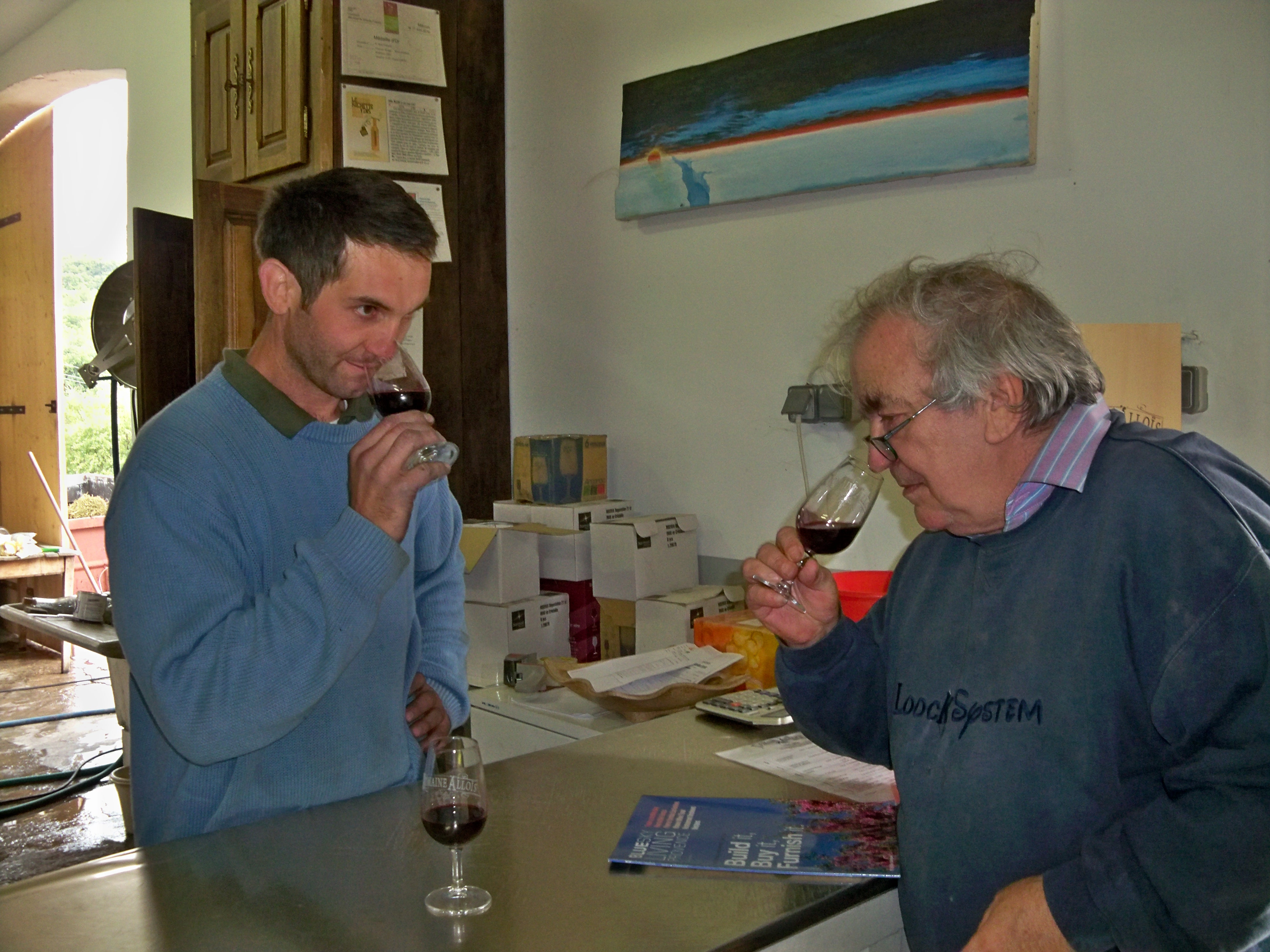
Dégustation chez un producteur de l'AOC ventoux

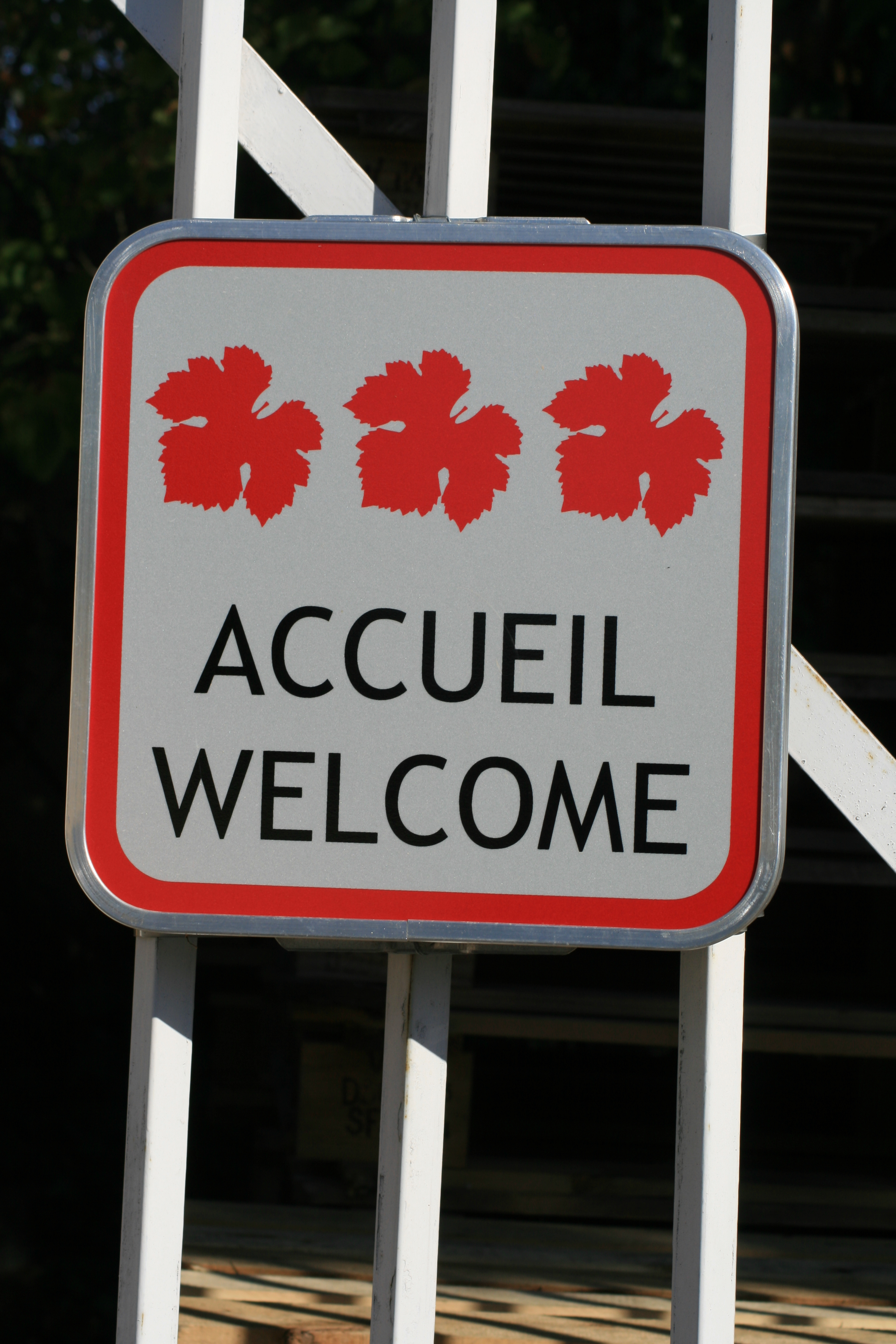
Signalétique d'une cave à Châteauneuf-du-Pape proposant un accueil d'excellence

Le département possède trois AOC régionales : côtes-du-rhône, ventoux et luberon. La qualité de ses vins en a fait classé en appellation village comme cairanne, gadagne, massif-d'uchaux, plan-de-dieu, rasteau, sablet, séguret, valréas et visan. De plus le Vaucluse produit deux vins doux naturel avec le muscat de Beaumes-de-Venise et le rasteau (VDN) ainsi que quatre appellations locales (ou crus) : beaumes-de-venise, châteauneuf-du-pape, gigondas et vacqueyras.
Une charte de qualité, à laquelle adhèrent caves et domaines, a été mise en place dans la vallée du Rhône par Inter Rhône. Elle propose trois catégories différentes d'accueil en fonction des prestations offertes par les professionnels.
La première - dite accueil de qualité - définit les conditions de cet accueil. Un panneau à l'entrée doit signaler que celui-ci est adhérent à la charte. Ce qui exige que ses abords soient en parfait état et entretenus et qu'il dispose d'un parking proche. L'intérieur du caveau doit disposer d'un sanitaire et d'un point d'eau, les visiteurs peuvent s'asseoir et ils ont de plus l'assurance que locaux et ensemble du matériel utilisé sont d'une propreté irréprochable (sols, table de dégustation, crachoirs, verres).
L'achat de vin à l'issue de la dégustation n'est jamais obligatoire. Celle-ci s'est faite dans des verres de qualité (minimum INAO). Les vins ont été servis à température idéale et les enfants se sont vu proposer des jus de fruits ou des jus de raisin. Outre l'affichage de ses horaires et des permanences, le caveau dispose de fiches techniques sur les vins, affiche les prix et offre des brochures touristiques sur l'appellation.
La seconde - dite accueil de service - précise que le caveau est ouvert cinq jours sur sept toute l'année et six jours sur sept de juin à septembre. La dégustation se fait dans des verres cristallins voire en cristal. Accessible aux personnes à mobilité réduite, il est chauffé l'hiver et frais l'été, de plus il dispose d'un éclairage satisfaisant (néons interdits). Sa décoration est en relation avec la vigne et le vin, une carte de l'appellation est affichée. Il dispose d'un site internet et fournit à sa clientèle des informations sur la gastronomie et les produits agroalimentaires locaux, les lieux touristiques et les autres caveaux adhérant à la charte. Des plus les fiches techniques sur les vins proposés sont disponibles en anglais
La troisième - dite accueil d'excellence - propose d'autres services dont la mise en relation avec d'autres caveaux, la réservation de restaurants ou d'hébergements. Le caveau assure l'expédition en France pour un minimum de vingt-quatre bouteilles. Il dispose d'un site Internet en version anglaise et le personnel d'accueil parle au moins l'anglais.

#### Marchés aux truffes

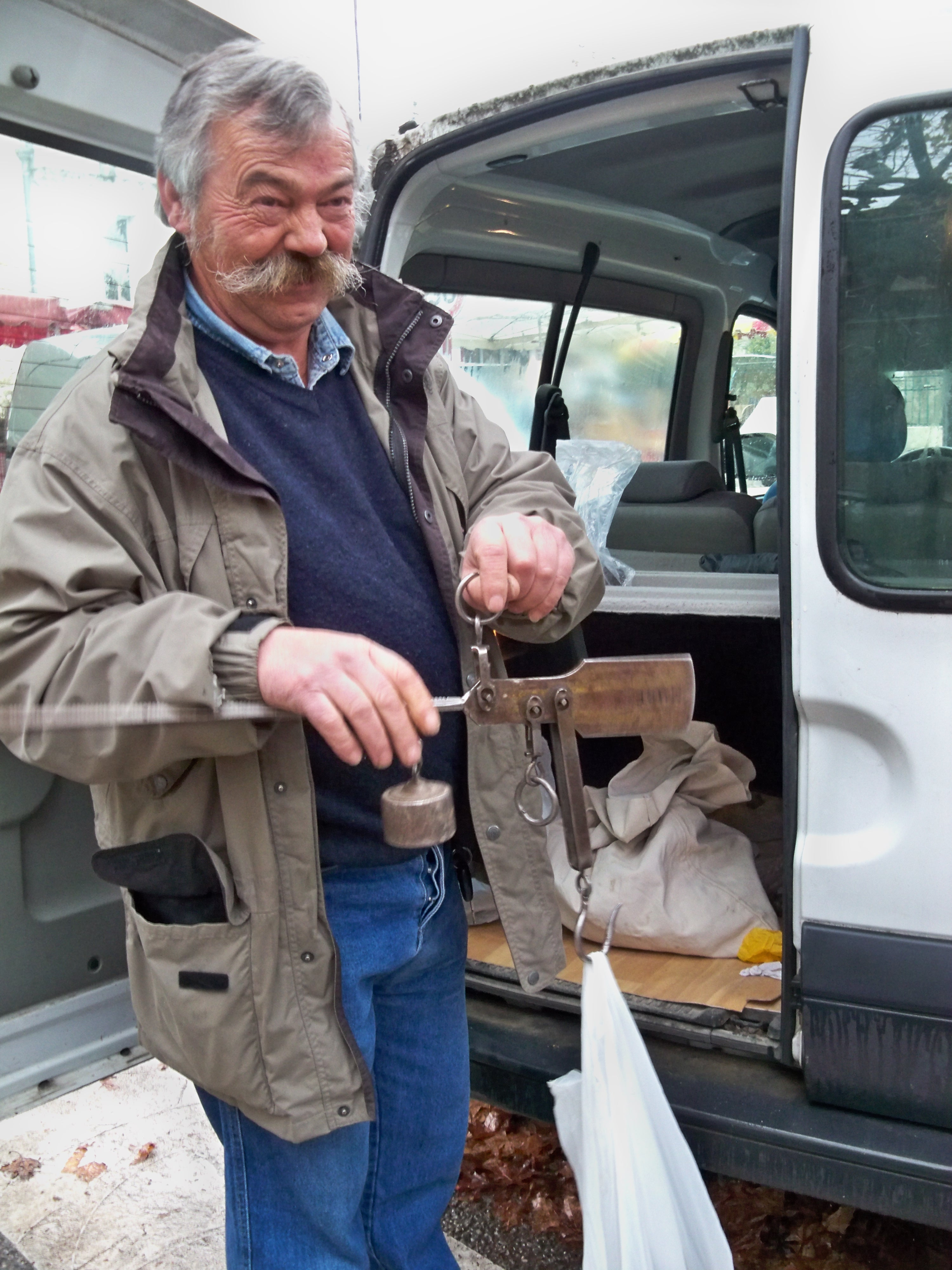
Pesée au marché des grossistes sur le cours Mistral à Richerenches

Les deux plus grands marchés aux truffes de France se tiennent dans le département de Vaucluse. Le premier et le plus ancien est le marché aux truffes de Carpentras, qui se tient tous les vendredis matin de fin novembre à fin mars et qui donne chaque semaine les cours de la truffe au niveau national, le second et le plus important est le marché aux truffes de Richerenches. Ce marché est le plus important d'Europe, il s'y négocie la moitié des apports du Sud-Est de la France et 30 % de la production nationale.
Si ces deux marchés sont très fréquentés par les professionnels (négociants, grossistes, détaillants, restaurateurs), ils sont aussi ouvert au grand public. Pour assurer une mise en marché sans problème, en 2006, une norme concernant les truffes fraîches (Tuber melanosporum et Tuber brumale) a été définie, sur la base d'un accord interprofessionnel, afin d'améliorer et de qualifier l'offre. Les truffes mises à la vente doivent être entières, sans cassure. Elles doivent avoir l'odeur, la saveur et la couleur caractéristiques de leur espèce. Il faut qu'elles soient propres et brossées, exemptes de parasites et de pourriture. Enfin, elles doivent avoir un poids supérieur à 5 grammes.
Quelle que soit l'espèce, une truffe doit entrer dans l'une de ces trois catégories : Catégorie Extra où se retrouvent les truffes de qualité supérieure d'un calibre supérieur ou égal à 20 grammes, Catégorie I qui regroupe les truffes de bonne qualité comportant de légers défauts, ayant un calibre supérieur ou égal à 10 grammes, Catégorie II qui comprend toutes les autres truffes de calibre supérieur ou égal à 5 grammes.

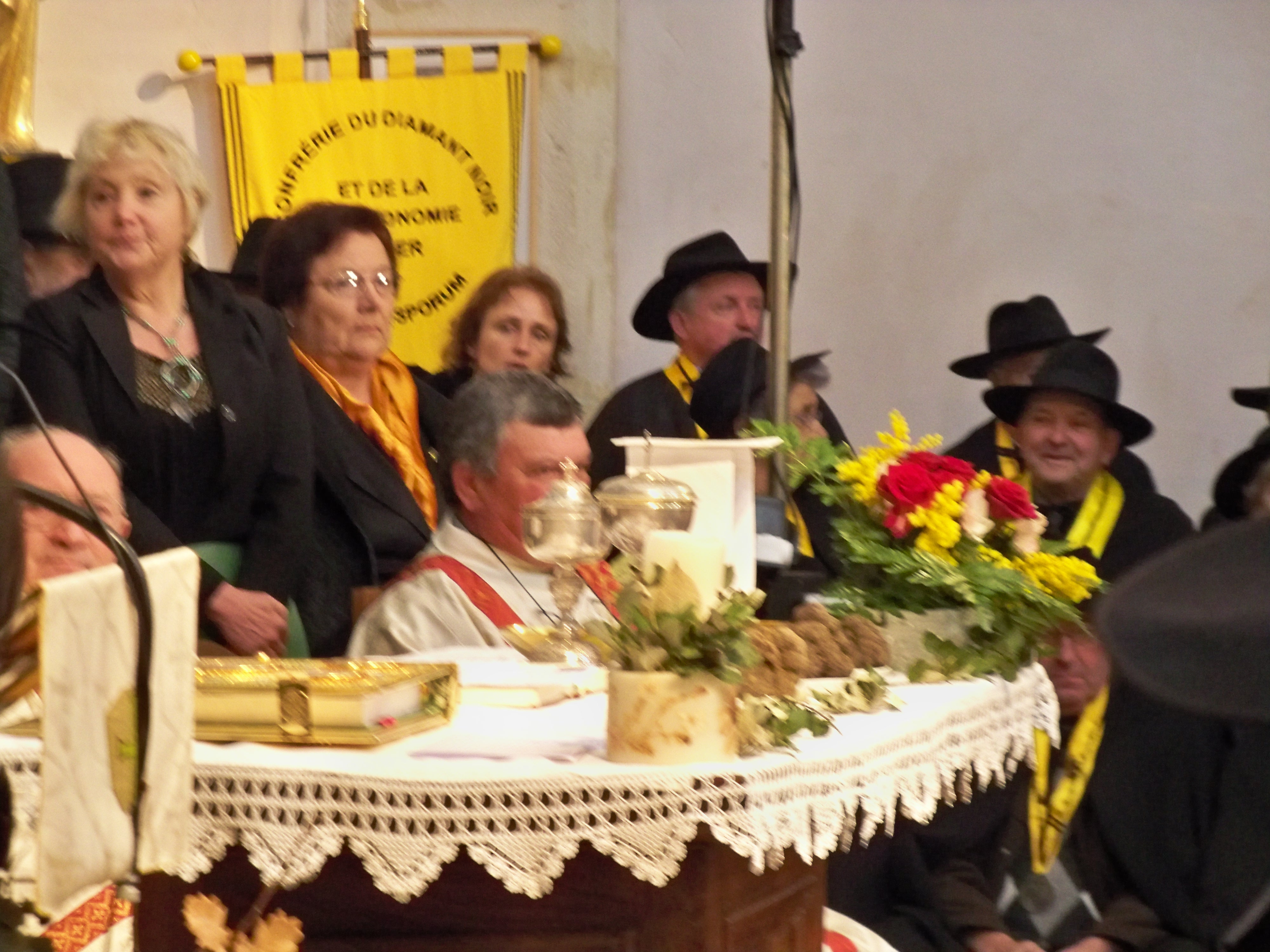
La quête des truffes est déposée sur l'autel

Depuis 1952, la messe aux truffes a lieu pour la fête de saint Antoine, patron des trufficulteurs, elle est célébrée dans l'église de Richerenches. Elle fut instituée, par Henri Michel-Reyne, alors curé de cette paroisse, et elle est depuis célébrée chaque troisième dimanche de janvier. À cette occasion, lors de la quête, la corbeille se remplit de truffes.
Il faut dire qu'en ce début des années 1950, il était urgent de renflouer les finances paroissiales pour faire des travaux et le nouveau curé « eu cette fantastique idée de faire une messe aux truffes pour récolter de l'argent ». Il fut décidé qu'à la quête ne seraient acceptées que des « mélanos » et que celles-ci seraient ensuite mises aux enchères lors d'une criée à la sortie de la messe.

#### Bistrots de pays
La notion de bistrot de pays a été lancée, à partir de 1993, dans le département voisin des Alpes-de-Haute-Provence. Son but était de préserver les lieux de convivialité et de service multi-générationnels que sont les cafés restaurants. Ce concept fut rapidement adopté par les départements limitrophes, dont le Vaucluse, et développé ensuite au niveau national grâce aux institutions régionales, nationales et européennes.

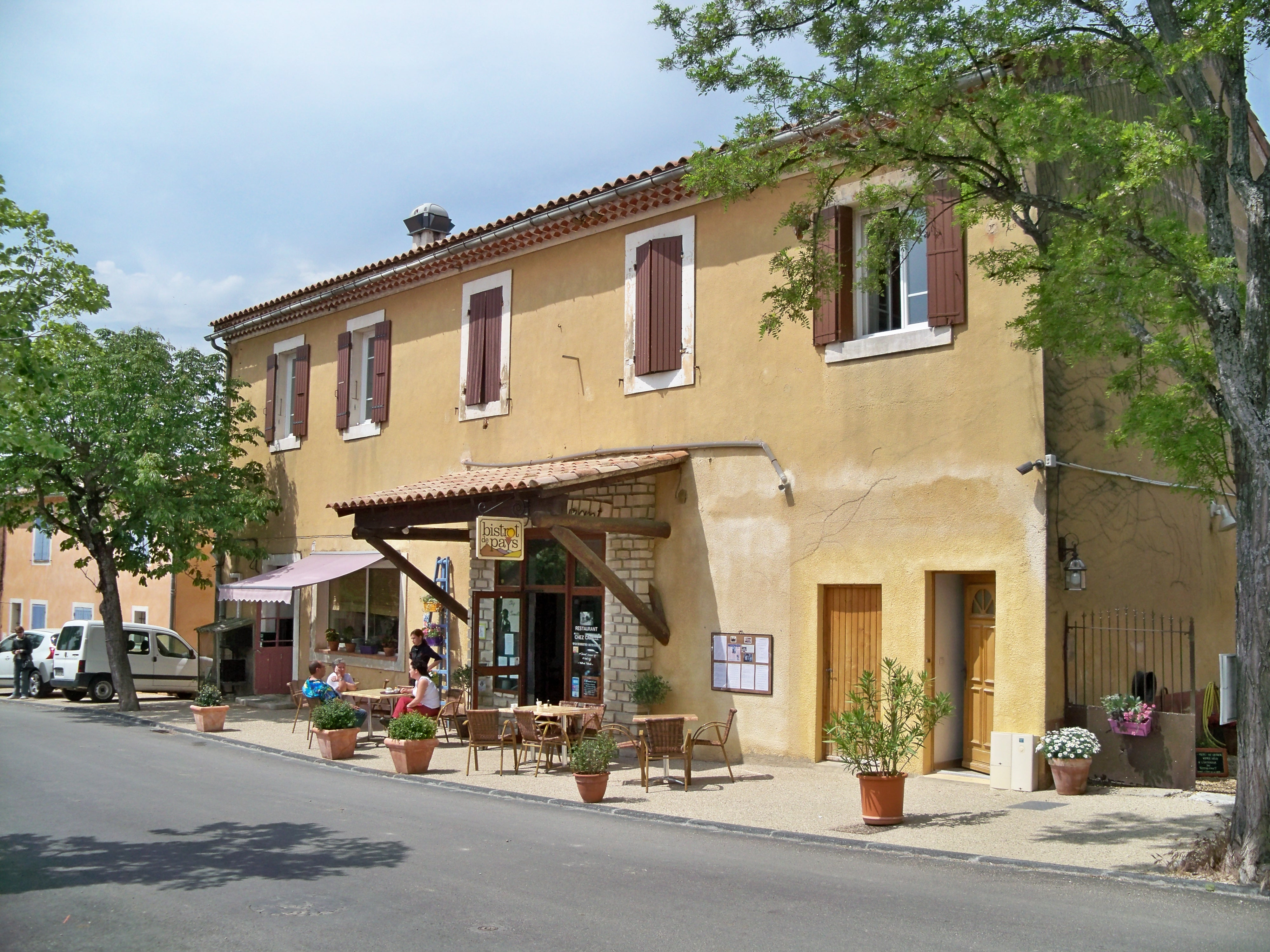
Flassan
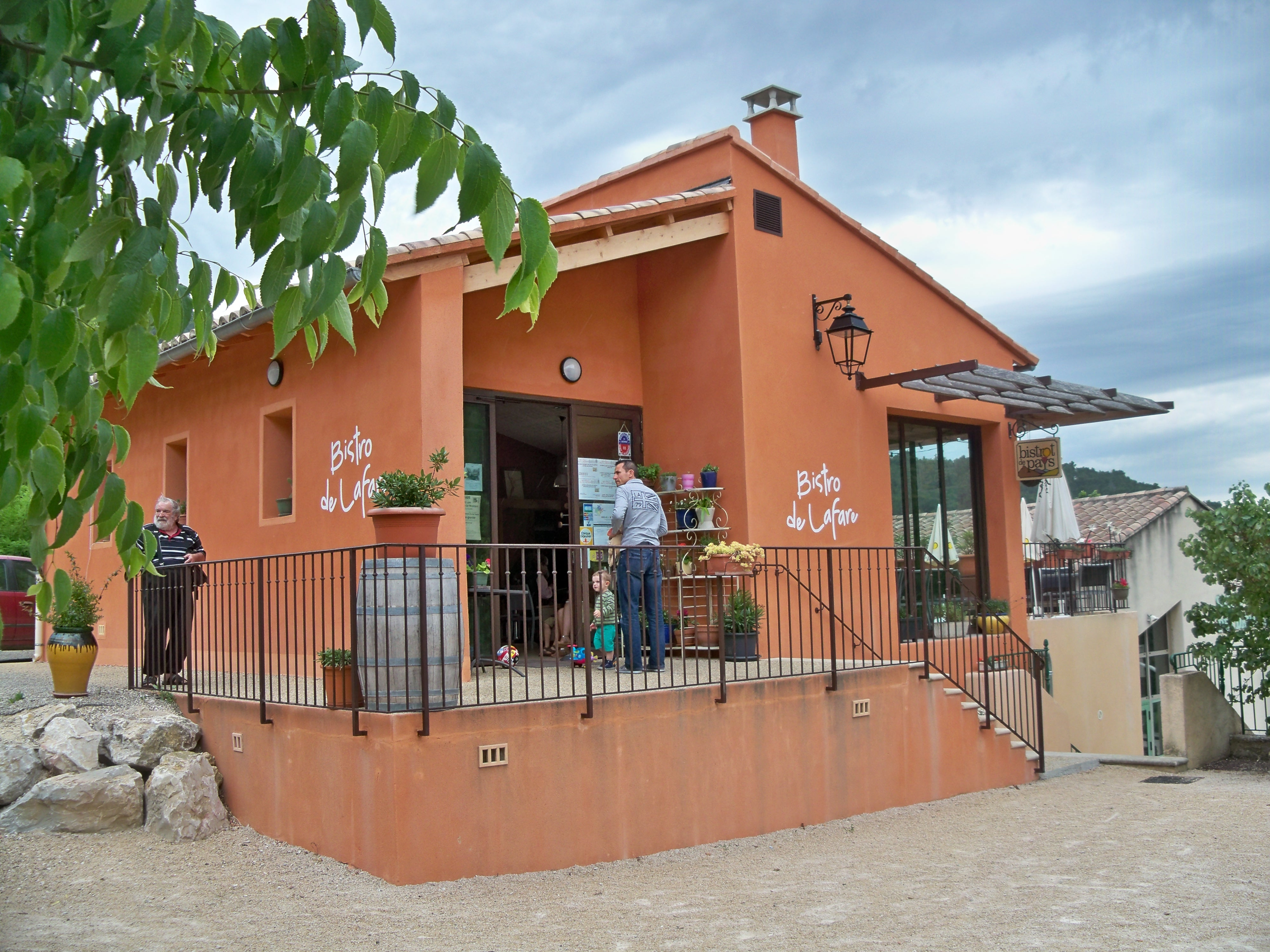
Lafare
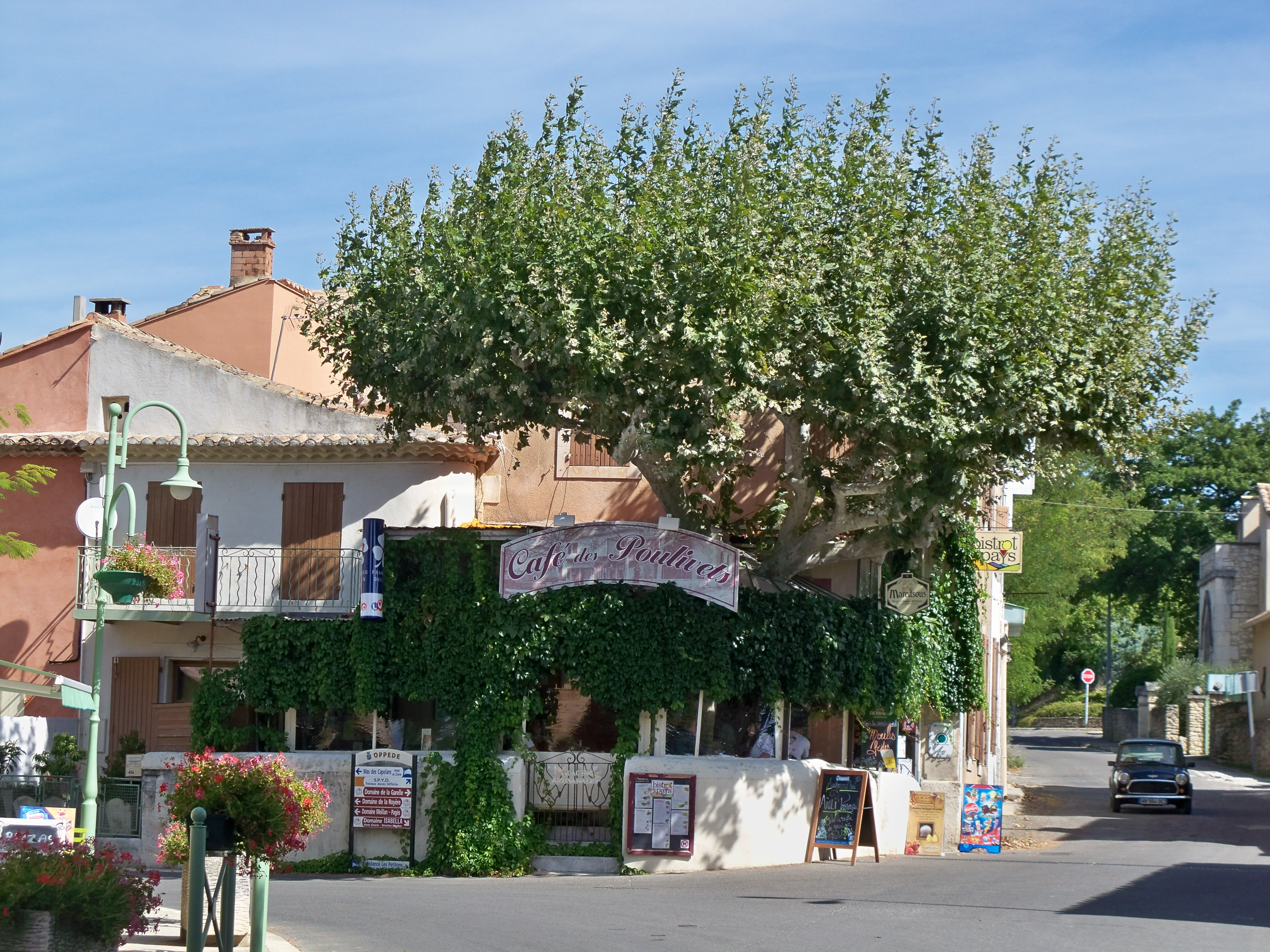
Oppède
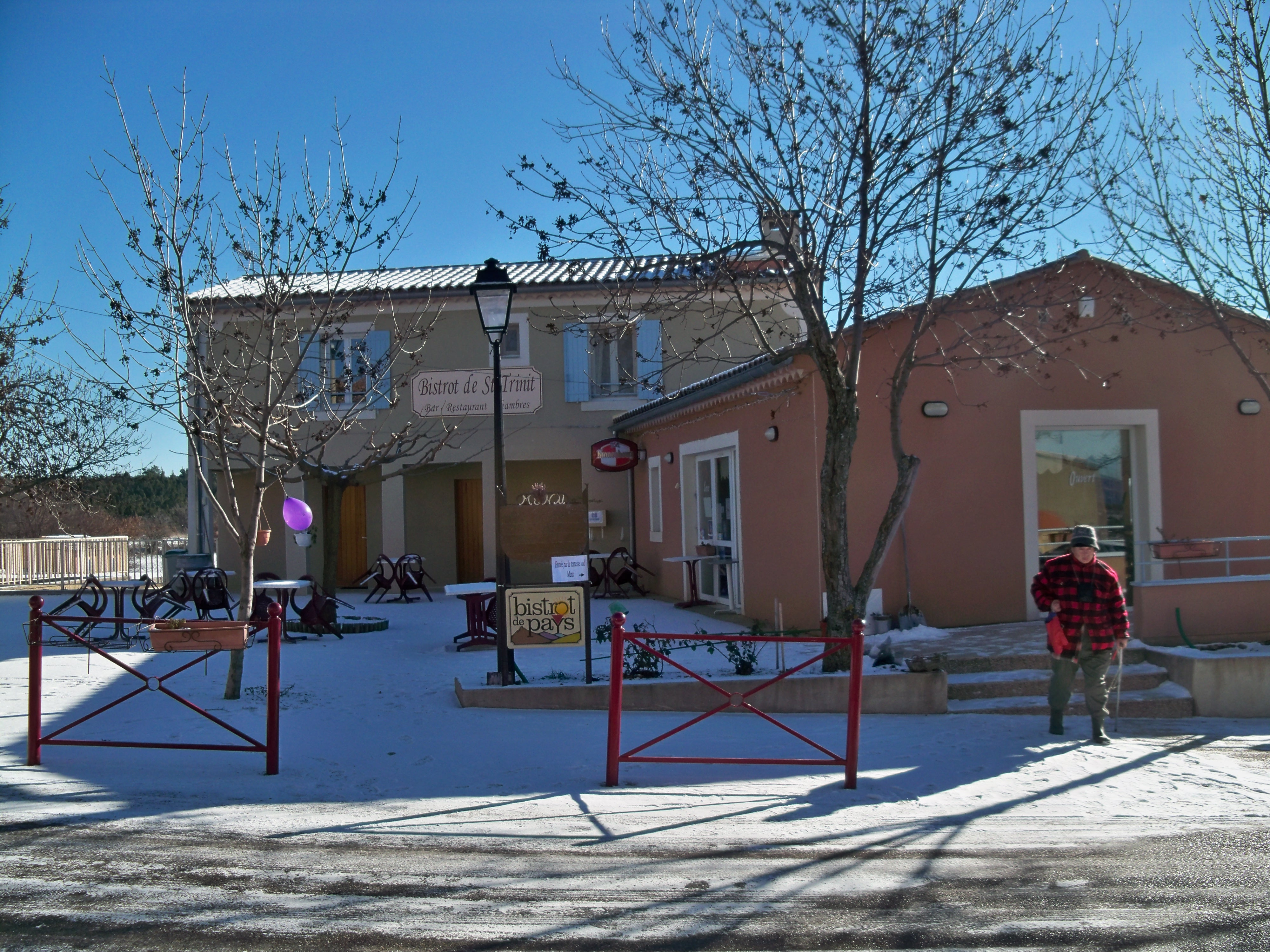
Saint-Trinit
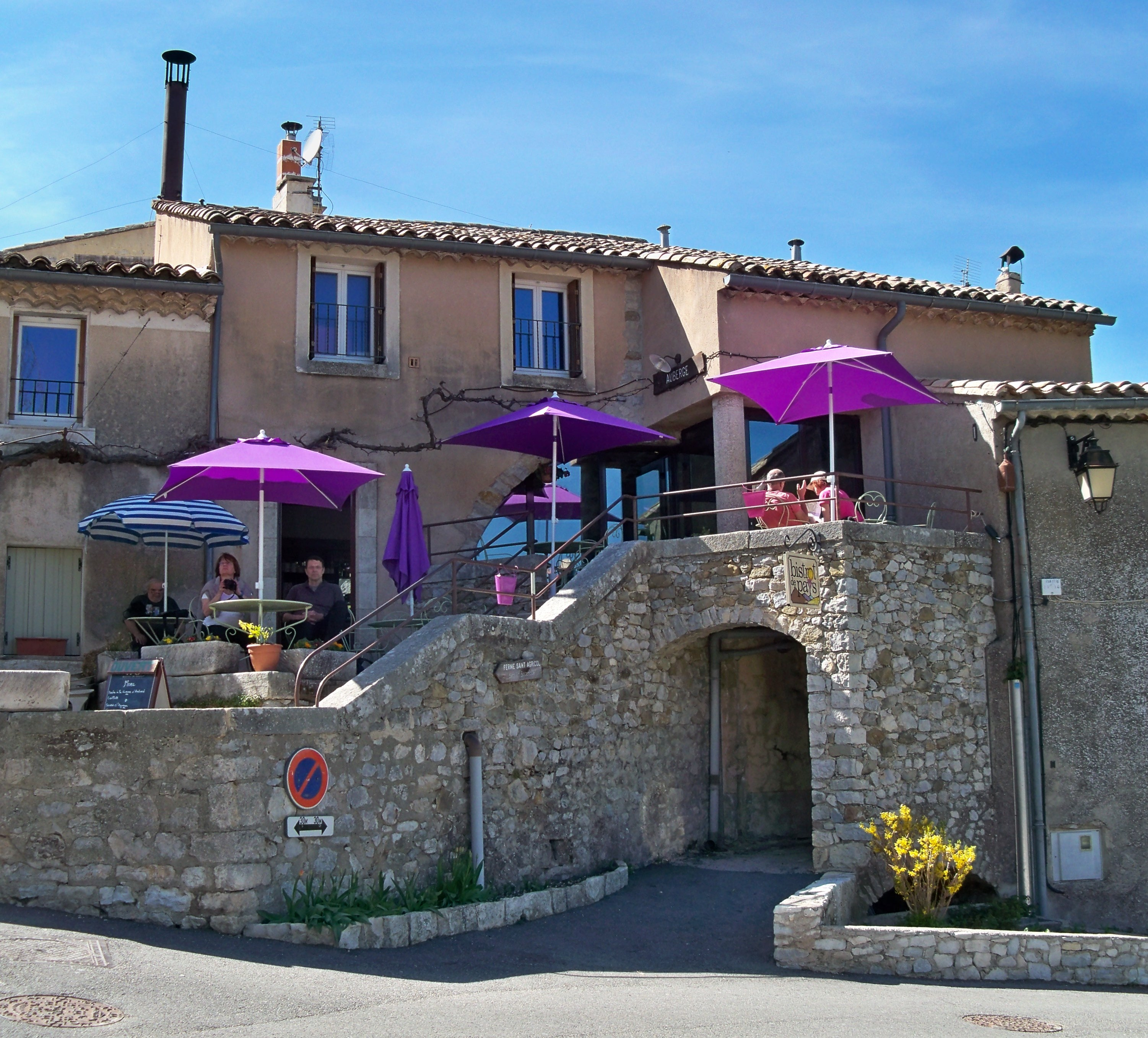
Savoillan

Il s'agit d'un label privé décerné par la Fédération Nationale des Bistrots de Pays, association loi de 1901 qui a pour but de « contribuer à la conservation et à l’animation du tissu économique et social en milieu rural par le maintien d’un lieu de vie du village ». Dans le Vaucluse, en 2013, ce sont 14 établissements qui adhèrent à cette charte. Ils se trouvent à Brantes, Flassan, Gigondas, Grambois, La Bastidonne, Lafare, Lagarde-d'Apt, Oppède, Saint-Martin-de-Castillon, Saint-Roman-de-Malegarde, Saint-Trinit, Savoillan, Travaillan et Uchaux.

## Articles Connexes
- Culture en Vaucluse
- Liste des musées de Vaucluse
- Avignon
- Festival d'Avignon
- Palais des papes d'Avignon
- Cour d'honneur du palais des papes
- Pont Saint-Bénézet
- Monuments d'Avignon
- Festival Off d'Avignon
- Hivernales d'Avignon
- Orange (Vaucluse)
- Théâtre antique d'Orange
- Chorégies d'Orange
- Arc d'Orange
- L'Isle-sur-la-Sorgue
- Fontaine de Vaucluse
- Vaison la Romaine
- Vasio
- Pont romain de Vaison-la-Romaine
- Parc naturel régional du Luberon
- Triangle d'or du Luberon
- Roussillon (Vaucluse)
- Oppède le vieux
- Gordes
- Bonnieux
- Lourmarin
- Saignon
- Mont Ventoux
- Sault (Vaucluse)
- Plateau d'Albion
- Dentelles de Montmirail
- Sablet
- Vaucluse (IGP)
- Côtes-du-rhône (AOC)
- Lavande
- Marché de Provence
- Festival de cinéma en plein air de Visan